# فيكس عادي
فيكس عادي (الاسم العلمي: Ficus  retusa)، هو نبات ينتمي إلى (فصيلة: Moraceae) وتعتبر شجرة دائمة الخضرة كثيفة الظلال تنمو في مختلف أنواع التربة الفقيرة والغنية وتتميز بأنها شجرة ضخمة محبة للمياه.

## الأهمية
تزرع هذه الشجرة للزينة والظلال وتنتشر بكثرة في مصر وهي سريعة النمو ويمكن الاستفادة منها في إنشاء الاسيجة الخضراء الجميلة اللون

## العيوب
أحيانا تعتبر هذه الشجرة غير مرغوب فيها لانها شرهة للماء وقد تضر بالمنشأت العامة والخاصة كما انها غير متساقطة الأوراق لذلك فتتجمع الأتربة علي أوراقها

## الزراعة
الطريقة المثالية لزراعة هذه الشجرة هي العقل الساقية حيث يجب ان يكون سمك العقلة لا يقل عن سمك القلم الرصاص وتزرع العقل في الصوبة حتي خروج الجذور